# The Starter Wife – Alles auf Anfang
The Starter Wife – Alles auf Anfang ist eine US-amerikanische Fernsehserie, die in den USA von 2007 bis 2008 produziert wurde und in Deutschland Anfang 2008 das erste Mal ausgestrahlt wurde. Ursprünglich war sie als Miniserie mit nur sechs Episoden geplant. Aufgrund des Erfolgs der ausgestrahlten Folgen wurde eine weitere Staffel produziert.
Die Serie basiert auf dem Buch The Starter Wife. Dessen Titel bezieht sich wiederum auf ein Buch, in dem eine Starter Marriage definiert wird als eine für beide Partner erste Ehe, die nach weniger als fünf Jahren endet und kinderlos bleibt.

## Handlung
Molly Kagan (Debra Messing) ist eine glücklich verheiratete Mutter, bis sich ihr reicher Mann eines Tages von ihr trennt. Zusätzlich zur Demütigung, für eine jüngere Frau verlassen worden zu sein, muss sie sich nach der Trennung auch von ihrem alten Lebensstil verabschieden.
Sie wird von ihren Freunden gemieden, von ihrem Ex-Mann bloßgestellt und aus der Villa geworfen.
So muss sie mit ihrer Tochter in Malibu ein neues Leben beginnen. Ihre älteste Freundin Joan McAllister (Judy Davis) bietet Molly dort eine Bleibe, während sie selbst in die Entzugsklinik geht.
Typisch für den Stil der Serie sind die Fantasie-Sequenzen, in denen die Hauptfigur sich in einem Hollywoodfilm-Szenario wiederfindet, das thematisch zu ihrer momentanen Lebenssituation passt und das Thema der Folge aufgreift.

## Auszeichnungen (Auswahl)
Darstellerin Judy Davis wurde 2007 für ihre Rolle mit dem Emmy ausgezeichnet. Die Serie war in neun weiteren Kategorien für diesen Preis nominiert. Debra Messing war 2008 als beste Schauspielerin für einen Golden Globe und einen Screen Actors Guild Award nominiert.

## Einstellung
Auf Grund der schlechten Einschaltquoten wurde vom US-Broadcaster USA Network beschlossen, keine weiteren Staffeln der Serie in Auftrag zu geben.